# Federazione Nazionale Stampa Italiana
La  Federazione Nazionale Stampa Italiana (FNSI) è il sindacato unico e fino al 2023 unitario (in seguito alla nascita del sindacato dei giornalisti Figec - Cisal) dei giornalisti italiani. 
A nome di tutti i giornalisti italiani stipula, con le organizzazioni datoriali dei vari settori dell'informazione, i contratti collettivi nazionali di lavoro giornalistico.

## Storia
La prima associazione di giornalisti nell'Italia unita fu l'«Associazione della stampa periodica italiana». Fu fondata a Roma il 16 dicembre 1877. Il primo presidente fu il letterato Francesco De Sanctis. Dell'associazione facevano parte sia giornalisti che editori.
La Federazione della Stampa fu fondata a Bologna nel 1908 per iniziativa di alcune associazioni provinciali e regionali di giornalisti, allo scopo di coordinarsi per unire la categoria e renderla maggiormente indipendente dal potere politico ed economico. 
Nel 1911 firmò il primo contratto nazionale collettivo dei giornalisti, che è anche il primo contratto nazionale collettivo di categoria stipulato in Italia.
Nel 1924 nacque il Sindacato fascista dei giornalisti mentre la FNSI fu sciolta il 9 novembre 1926, e Roberto Bencivenga dichiarato decaduto dall’incarico di Presidente. Dei 1.700 iscritti all'Associazione della stampa periodica italiana solamente 344 furono ammessi al nuovo organismo.
All'indomani della caduta del fascismo riprese progressivamente l'attività, con una prima riunione che si tenne già il 26 luglio 1943 presso il Circolo della Stampa di Palazzo Marignoli a Roma. Fu ripristinata l'autonomia dichiarata nello statuto redatto ai primi del XX secolo e dopo la fine dell'occupazione nazista di Roma, l'associazione riprese la propria attività il 7 giugno 1944.

Seguendo una linea di riconciliazione nazionale, la Federazione della stampa si pronunciò in favore di un'amnistia per i giornalisti che, nel 1944-45, avevano lavorato nel territorio della Repubblica sociale italiana. In particolare, la FNSI considerò necessario escludere dalla professione soltanto coloro che si fossero macchiati di veri e propri crimini.

### Dal dopoguerra
A seguito del Decreto Vigorelli, il Contratto collettivo nazionale di lavoro tra FNSI e FIEG del 1959 divenne legge, con efficacia erga omnes ex DPR n. 153/1961. Con la Legge istitutiva dell'Ordine dei giornalisti (legge n. 69 del 3 febbraio 1963) è venuto meno l'obbligo di fedeltà del giornalista al datore di lavoro, altrimenti previsto dagli articoli 1175, 1375 e 2105 del Codice civile. Il legislatore ha ritenuto che prevalesse il compito, precipuo del giornalista, di garantire ai cittadini il diritto all'informazione previsto dalla Costituzione.
Nel 1974 la Fnsi ha fondato la Casagit, la cassa autonoma integrativa per l'assistenza sanitaria dei giornalisti.
Nel 2015 la FNSI ha dato vita, insieme con Ordine dei Giornalisti, Casagit e INPGI, alla Fondazione sul giornalismo Paolo Murialdi, che ha lo scopo « di raccogliere e mettere a disposizione di studiosi e ricercatori tutta la documentazione sulla vita e la storia del giornalismo italiano, anche attraverso la sistematizzazione della documentazione archivistica degli enti di categoria ». La Fondazione Murialdi ha sede a Roma in via Augusto Valenziani 10-12/A: dal giugno 2018, presidente è Vittorio Roidi, rappresentante della FNSI, in base al principio di rotazione tra gli enti istitutivi.
La FNSI è oggi espressione di venti associazioni regionali di stampa (dopo che nell'aprile 2015 fu riammessa la Campania, espulsa nel marzo 2014), e di tre associazioni di giornalisti italiani all'estero (Francia, Germania, Inghilterra). Collabora con il governo nazionale (ministero dell'interno) sul tema della sicurezza dei giornalisti («Coordinamento per la sicurezza dei giornalisti», nato nel dicembre 2017).
Fa parte della Federazione internazionale dei giornalisti (IFJ), la Federazione internazionale delle Associazioni e dei Sindacati dei Giornalisti.
Il 15 dicembre 2015 il presidente del consiglio nazionale diviene Giuseppe Giulietti, succeduto a Santo Della Volpe, morto il 9 luglio 2015 a seguito di una lunga malattia, mentre il Segretario generale è Raffaele Lorusso, eletto nel gennaio dello stesso anno.
Al 28º Congresso, tenuto a Levico Terme dal 12 al 14 febbraio 2019, i delegati hanno rieletto Lorusso segretario, e il nuovo Consiglio ha rieletto Giulietti presidente per il mandato 2019-2023.
Al 29º Congresso nazionale, tenuto a Riccione nel febbraio 2023, i delegati hanno eletto Alessandra Costante segretaria generale, e il nuovo Consiglio ha eletto Vittorio di Trapani presidente, per il mandato 2023-2027. Alessandra Costante è capo della redazione politica del Secolo XIX (e vicesegretaria vicaria uscente della FNSI) mentre Di Trapani è redattore di RaiNews24 (e segretario generale aggiunto uscente della FNSI).

## I contratti
Sono tre attualmente i contratti collettivi nazionali di lavoro stipulati dalla FNSI con le rappresentanze dei datori di lavoro: oltre a quello “storico” con la FIEG (quotidiani, periodici, agenzie di stampa, emittenza radio-televisiva nazionale), nel 2000 è stato sottoscritto quello per le radio-tv locali con AERANTI-CORALLO; e nel 2010 quello con l'USPI per la stampa periodica locale, che nella rinnovazione del 2018 è stato esteso anche alle testate on-line locali.
Nel 2020 la FNSI, dopo aver disdetto il contratto Uspi alla scadenza, e aver dichiarata  « impraticabile qualsiasi ipotesi di ulteriore interlocuzione con l'Uspi » ha siglato un accordo con l'Associazione nazionale stampa online (ANSO) e con la Federazione italiana settimanali cattolici (FISC) per il lavoro giornalistico nelle testate di informazione locale aderenti alle due organizzazioni.
La Federazione della Stampa è stata inoltre riconosciuta dall'ARAN quale interlocutore per definire il profilo contrattuale dei giornalisti in servizio negli uffici stampa della Pubblica Amministrazione.

## Punti fondanti
Lo sviluppo dell'associazione di categoria verte su tre punti fondanti:
- Tutelare la libertà di stampa;
- Garantire la pluralità degli organi d'informazione;
- Tutelare i diritti della categoria rappresentata e valorizzare la professione giornalistica.

## Organizzazione
L'organizzazione centrale prevede (art. 7 dello Statuto):
- Il "Consiglio Nazionale", eletto dal "Congresso nazionale della Stampa Italiana" ogni quattro anni;[20]
- Il "Segretario generale", eletto dal Congresso tra i delegati professionali, ha la rappresentanza legale del sindacato;
- Il "Presidente della FNSI", giornalista professionista o collaboratore, eletto dal Consiglio Nazionale fra i propri membri;
- La "Giunta esecutiva", composta da undici delegati professionali e tre collaboratori, eletta dal Consiglio Nazionale fra i propri membri;
- la Segreteria nazionale, eletta dalla Giunta esecutiva fra i propri membri;
- il Collegio dei revisori dei conti, eletto dal Congresso tra i delegati;
- il Collegio nazionale dei probiviri, eletto in occasione del Congresso con modalità e requisiti particolari; [21]
- i dipartimenti, le commissioni contrattuali e le commissioni di lavoro.

Sono organi consultivi:
- la Consulta delle Associazioni regionali della stampa;
- le Commissioni permanenti contrattuali (CC);
- la Conferenza nazionale dei comitati e dei fiduciari di redazione;
- la Consulta dei presidenti dei Gruppi di specializzazione.

### Organi territoriali
- Associazioni Regionali della Stampa (Assostampa)
- Alcune ARS hanno anche le sezioni provinciali

### Gruppi di specializzazione
La FNSI ha costituito al suo interno dei gruppi di specializzazione, che riuniscono i propri iscritti in tali ambiti.
- Gruppo Giornalisti Uffici Stampa
- Unione giornalisti aerospaziali italiani
- Unione nazionale cronisti italiani
- Unione stampa sportiva italiana
- Associazione Stampa Medica Italiana
- Italian Travel Press (stampa turistica)
- Sindacato Nazionale Giornalisti Cinematografici Italiani
- Unione Nazionale Associazione Giornalisti Agricoltura Alimentazione Ambiente

### Organismi di base
- Unione Sindacale Giornalisti Rai
- Unione nazionale dei giornalisti pensionati

## Segretari generali
Dal 1908 il vertice dell'associazione era il presidente, che era eletto dal congresso, dal 1952 è stato il segretario nazionale e dal 2001 è il segretario generale.
- Salvatore Barzilai (1908-1915)
- Andrea Torre (1916-1920)
- Salvatore Barzilai (1920-1924)
- Roberto Bencivenga (1920-1926)
- Alberto Bergamini (1944-1946)
- Cipriano Facchinetti (1946-1947)
- Leonardo Azzarita (1947-1949)
- Vittorio Emanuele Orlando (1949-1952)
- Leonardo Azzarita (1952-1962)
- Adriano Falvo (1962-1970)
- Luciano Ceschia (1970-1979)
- Piero Agostini (1979-1981)
- Sergio Borsi (1981-1986)
- Giuliana Del Bufalo (1986-1991)
- Giorgio Santerini (1991-1996)
- Paolo Serventi Longhi (1996-2007)
- Franco Siddi (2007-2015)
- Raffaele Lorusso (2015-2023)
- Alessandra Costante (dal 2023)